# Margonin
Margonin é um município da Polônia, na voivodia da Grande Polônia e no condado de Chodzież. Estende-se por uma área de 5,15 km², com 3 022 habitantes, segundo os censos de 2016, com uma densidade de 586,8 hab/km².